# Abarognosis
Als Abarognosis (von griech. „baros“ Gewicht und „gnosis“ Erkennen), auch Baragnosis, Barognosis oder Dysbarognosis, wird in der Neurologie eine Störung des Gewichtsschätzvermögens  bezeichnet. Die von diesem Symptom betroffenen Patienten sind nicht in der Lage, das Gewicht von Objekten, die in den Händen gehalten werden, zutreffend einzuschätzen oder zu unterscheiden. Abarognosis kann ein- oder beidseitig auftreten. Es handelt sich um ein seltenes Krankheitssymptom, das bei Schädigungen des Scheitellappens (Lobus parietalis) des Gehirns (Schädigung auf der Gegenseite) sowie bei Erkrankungen des Kleinhirns (Schädigung auf der gleichen Seite), beispielsweise als Folge eines Schlaganfalls, auftreten kann.

## Belege
1. ↑  Oscar E. Nybakken: Blackwell Publishing 1985 Greek and Latin in scientific terminology. ISBN 0-8138-0721-2.
2. ↑  Michael J Aminoff u. a.: Clinical Neurology. Lange Verlag, 6. Auflage 2005. ISBN 0-07-142360-5.
3. ↑  Hoffmann-La Roche AG, Urban & Schwarzenberg (Hrsg.): Roche Lexikon Medizin. 4. Auflage. Urban & Schwarzenberg 1998. ISBN 3-541-17114-6.